# Région économique de Gandja-Dachkasan
La région économique de Gandja-Dachkasan est l'une des quatorze régions économiques de l'Azerbaïdjan. Elle comprend les raïons de Dachkesan, Goranboy, Göygöl et Samukh.

## Histoire
La région économique est créée par le décret du président de l'Azerbaïdjan du 7 juillet 2021 « sur la nouvelle division des régions économiques de la république d'Azerbaïdjan ».

## Géographie
La superficie totale de la région économique est de 5 270 km2, soit 6 % du territoire national. Le nombre d'habitants s'élève à 611 300, soit 6 % de la population du pays.